# Die alte Dame aus Bayeux
Die alte Dame aus Bayeux  (Originaltitel La vieille dame de Bayeux) ist eine Erzählung von Georges Simenon, in der Kommissar Maigret in der Normandie einem ungeklärten Todesfall nachgeht. Das zur Reihe der Maigret-Romane und -Erzählungen gehörende Werk entstand im Winter 1937–38 in Porquerolles und wurde am 3. Februar 1939 in der Zeitschrift Police-Roman veröffentlicht. In Buchform erschien sie 1944 in dem Sammelband Les nouvelles enquêtes de Maigret bei Gallimard.
Im deutschen Sprachraum erschien die Erzählung 1974 in Ellery Queens Kriminal-Anthologie 15 in der Übersetzung von Wulf Bergner. 1976 wurde sie in der Übersetzung von Hansjürgen Wille und Barbara Klau bei Kiepenheuer und Witsch in dem Sammelband Neues von Maigret veröffentlicht, 1987 im Diogenes Verlag in neuer Übersetzung von Elfriede Riegler in dem Sammelband Sechs neue Fälle für Maigret.

## Handlung

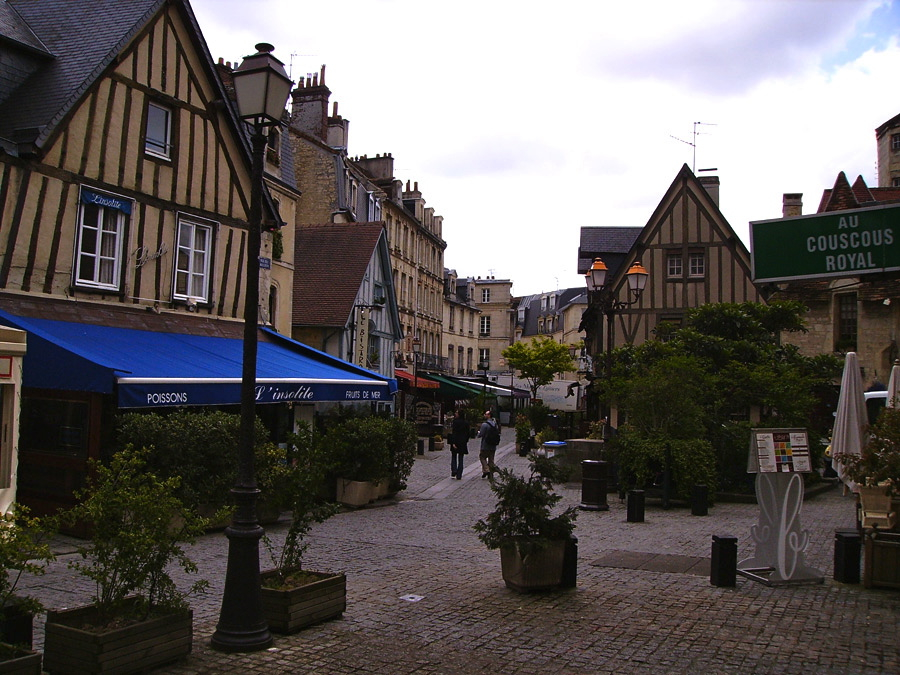
Innenstadt von Caen

Maigret hält sich in der nordfranzösischen Stadt Caen auf, in der er mit der Reorganisation der Polizeistrukturen betraut ist. Im Zuge seiner Arbeit kommt es dazu, dass er im Falle der 28-jährige Cécile Ledru ermitteln soll. Sie erzählt, dass sie vor dreizehn Jahren in den Haushalt von Madame Croizier aufgenommen wurde, zuerst als Haushaltshilfe, später – nachdem Madame ihr noch mehr Zuneigung entgegenbrachte – als Gesellschafterin. Sie verdanke der Frau nicht nur ein stattliches Einkommen, sondern auch einen Bildungsaufstieg, denn sie konnte bei Beginn ihrer Tätigkeit nicht einmal lesen.
Die alte Dame hatte sich vor einem Monat von Bayeux nach Caen in zahnärztliche Behandlung begeben und wohnte dort in der Villa ihres Neffen Philippe Deligeard. Bevor sie abgereist war, hatte sie nach dem Bekenntnis von Cécile Ledru gesagt, dass sie, wenn ihr etwas in Caen zustieße, ermordet worden wäre. Von wem, dass ließ sie offen, brauchte sie aber nicht – der Verdächtige wäre der Neffe, der seit Jahr und Tag unter Geldmangel leide, trotzdem aber zu den Großen der Stadt zählte. Maigret konnte auch recherchieren, wie die alte Dame zu ihrem Geld gekommen war: Ihr Mann war einfacher Schreiber bei einem Anwalt, aber sehr vorsichtig. Er schloss bei jeder Gelegenheit Versicherungen auf sein Leben ab. So kam es zu einem Unfall, als er seine erste Schiffsreise nach England antrat. Er wurde während eines Sturms unglücklich gegen die Reling geschleudert und erlitt einen Schädelbruch. Zu Lebzeiten für seine Vorsicht belächelt, brachte dieses Ereignis seiner Witwe ein Vermögen ein.
Kommissar Maigret macht sich auf den Weg zum Trauerhaus. Dort kommt es auch zu einem Gespräch mit dem Neffen – dieser weist die Vorwürfe der Gesellschafterin empört zurück und gibt zu Protokoll, dass Cécile einen Freund habe, der kurz vor der Pleite stehe. Er, um seine Tante besorgt, hätte der natürlich eröffnet, dass ihre Gesellschafterin schon seit längerer Zeit ihren Freund nachts in den Haushalt einschmuggelt. Die alte Dame – ein bisschen prüde – war natürlich empört. Der Neffe berichtet von einem Bruch zwischen den beiden Frauen.
Nach diesem Gespräch geht Maigret zum Staatsanwalt (der ihm schon zu Beginn der Ermittlungen ein „Vorgehen mit allergrößter Vorsicht“ befohlen hatte) und sagt ihm, er wisse zwar nicht, wer die Dame umgebracht habe, aber ein Gefühl sage ihm, dass sie nicht auf natürliche Art und Weise gestorben sei. Maigret bekommt heraus, dass der Arzt den Todesfall in einem anderen Zimmer festgestellt hatte. Er hat sich also möglicherweise nicht nur in dem Ort des Todes, sondern auch über die Identität der Toten geirrt. Auf Grundlage dieser Hypothese entdeckt Maigret, dass es nicht die Tante von Deligeard war, die an einem Herzinfarkt gestorben ist, sondern die 68-jährige Caroline, seine alte Kinderfrau. Mit seiner Frau als Komplizin schaffte Deligeard Carolines Leiche in sein Haus, brachte dann seine Tante um und rief dann den jungen Doktor Liévin, der das Opfer nicht kannte, und machte ihn glauben, es handele sich um Joséphine Croizier. Der Arzt stellte Herzinfarkt fest und fertigte dem Neffen die Erlaubnis zur Beisetzung aus. Nach der Abfahrt des Arztes schaffte Deligeard die Leiche von Caroline wieder zurück, wo ein weiterer Arzt gerufen wurde, um den Tod der Frau festzustellen. Der Staatsanwalt von Caen klagt Deligeard an, schuld am Tod seiner Tante zu sein; er beglückwünscht Maigret „mit einem frostigen Lächeln“ zu seinem Ermittlungserfolg, hält seine Methoden jedoch „für eine Kleinstadt, gelinde gesagt, für gefährlich“. Maigret möchte so bald wie möglich nach Paris zurückkehren, da auch er sich in Caen „nicht wohl gefühlt habe“.

## Ausgaben
Die Erzählung erschien nach dem Vorabdruck in Police-Roman (1939) zuerst in Les nouvelles enquêtes de Maigret (Paris, Gallimard, N.R.F., 1944), außerdem 1954 in der französischen Ausgabe von Ellery Queens Mystery Magazine (n° 76 de mai 1954). Sie wurde auch in die Werkausgaben Œuvres complètes (Lausanne, Editions Rencontre, 1967–1973) in Band IX, in Tout Simenon (Paris, Presses de la Cité, 1988–1993) in Band 25 und in Tout Simenon (Paris, Omnibus, 2002–2004) in Band 25 aufgenommen.
In deutscher Sprache wurde die Erzählung erstmals in dem Sammelband Neues von Maigret. 16 Fälle des berühmten Pariser Kommissars in der Übersetzung von Hansjürgen Wille und Barbara Klau veröffentlicht. In neuer Übersetzung liegt sie in dem bei Diogenes 2009 erschienenen Sammelband Sämtliche Maigret-Geschichten (ISBN 978-3-257-06682-1) vor.

## Adaptionen
- The Old Lady of Bayeux, Episode der Fernsehserie Suspense (Regie: Robert Stevens), mit Luis van Rooten als Maigret (1952)
- Maigret et la Vieille Dame de Bayeux, Folge der Fernsehserie Les Enquêtes du commissaire Maigret von Philippe Laïk, mit Jean Richard, Ausstrahlung 1988.
- La vecchia signora di Bayeux, italienischer Fernsehfilm von Mario Landi, mit Gino Cervi, Ausstrahlung 1966.
- Maigret et la Demoiselle de compagnie: Episode 52 der Fernsehserie Maigret (Regie: Franck Apprederis), mit Bruno Cremer, Ausstrahlung 2005.